# نامورسازی

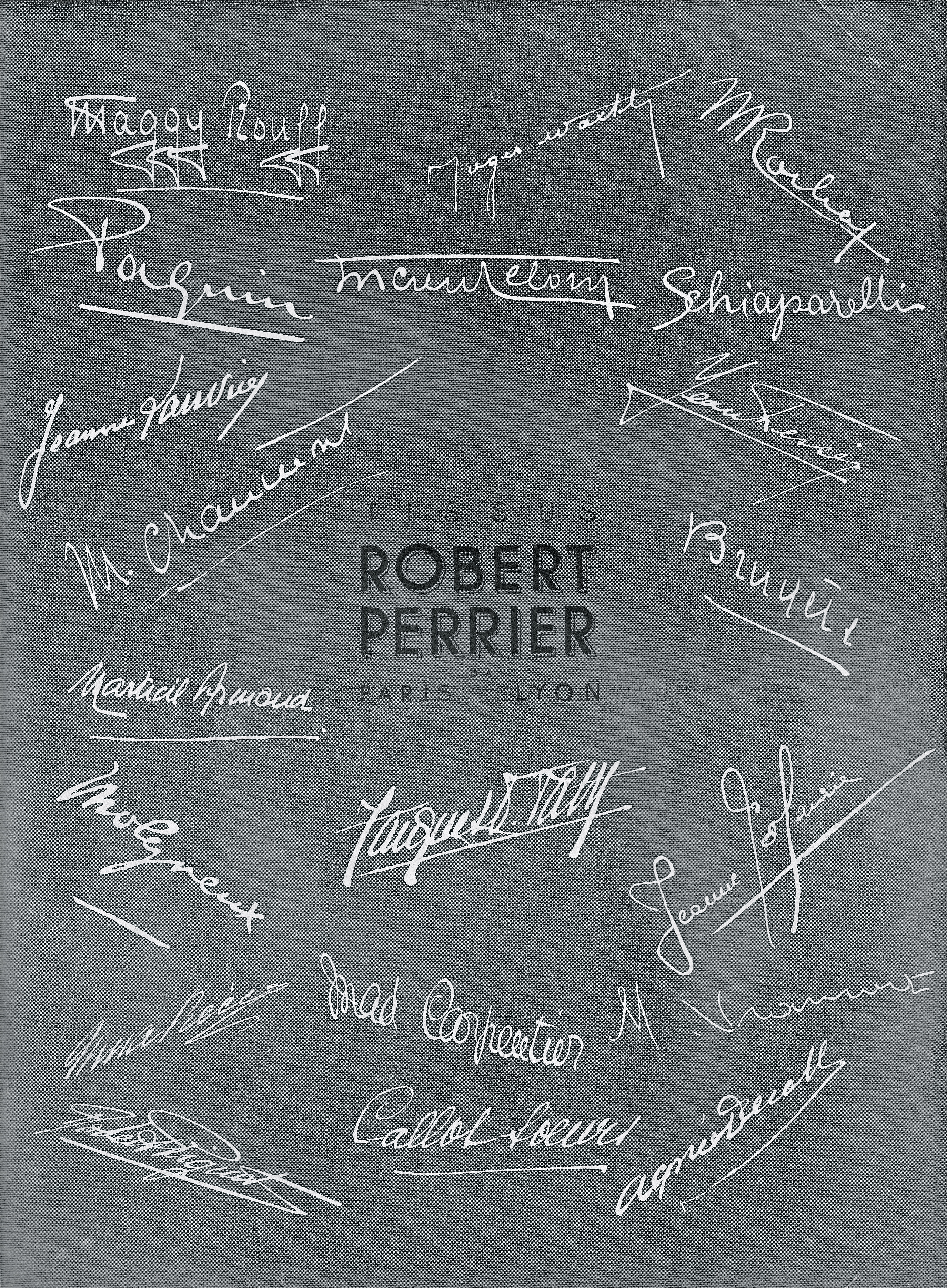
دیدن شدن خدمت

نامورسازی (انگلیسی: Publicity)آگاهی یا دیده‌شدن عمومی هر محصول، خدمت یا شرکت است. همچنین این عبارت می‌تواند به جریان اطلاعات از منبع خود به عامه عموم باشد، البته معمولاً نه از طریق رسانه. اهداف نامورسازی می‌تواند شامل افراد (مثلاً سیاست‌مداران یا چهره‌های مشهور)، کالاها و خدمات، سازمان‌ها و کارهای هنری و سرگرمی باشد. آنطور که منتقد جان برجر توضیح می‌دهد:
 «نامورسازی تنها ترکیب پیام‌های رقیب نیست: نامورسازی خودش یک زبان است؛ که همواره استفاده می‌شود تا همان پیشنهاد عمومی تکراری را مطرح کند. نامورسازی به هر کدام از ما پیشنهاد می‌کند که خودمان را یا زندگی خودمان را با خریدن متحول کنیم. نامورسازی به چیزی بیشتر از این قد نمی‌دهد»